# Bruinstaartapalis
De bruinstaartapalis (Apalis flavocincta) is een zangvogel uit de familie Cisticolidae. De vogel werd in 1882 door Richard Bowdler Sharpe als aparte soort beschreven, maar later beschouwd als ondersoort van de geelborstapalis (A. flavida).

## Verspreiding en leefgebied
Deze vogel komt voor in oostelijk Afrika en telt twee ondersoorten:
- A. f. viridiceps: noordoostelijk Ethiopië en noordwestelijk Somalië.
- A. f. flavocincta: van zuidoostelijk Soedan en noordelijk Oeganda tot zuidelijk Somalië en noordoostelijk Kenia.